# لونا 8
لونا 8 (بالروسية: Луна-8) كان مسبار فضائي أُرسل إلى القمر في إطار برنامج لونا. أطلق في يوم 3 ديسمبر 1965 بهدف تحقيق هبوط سليم على سطح القمر. ولكن فشل في الهبوط وتعرض لاصطدام عنيف على سطح القمر يوم 6 ديسمبر 1965.